# Randall Cunningham (homme politique)
Pour les articles homonymes, voir Randall Cunningham.
 (août 2017).
Si vous disposez d'ouvrages ou d'articles de référence ou si vous connaissez des sites web de qualité traitant du thème abordé ici, merci de compléter l'article en donnant les références utiles à sa vérifiabilité et en les liant à la section « Notes et références ».
Randall Cunningham, plus connu sous le surnom de Duke ou Randy Cunningham (né à Los Angeles le 8 décembre 1941) est un ex-membre de la Chambre des représentants des États-Unis, membre du parti républicain, élu en Californie (1991-2005 : du 102e au 108e congrès).
Il a démissionné le 28 novembre 2005 à la suite d'un scandale de corruption impliquant le complexe militaro-industriel : il avoua avoir obtenu plus de 2,4 millions de dollars de dessous de table afin de favoriser certaines entreprises lors des appels d'offres du département d'État des États-Unis. Le 3 mars 2006, il a été condamné à une peine de 100 mois de prison ferme, ce qui représente 8 ans et 4 mois d'incarcération, ainsi qu'à une amende de 1,8 million de dollars. 
Avant d'entrer en politique aux côtés des Républicains, Randy Cunningham a été pendant 20 ans dans la United States Navy, et est connu comme un as de l'aviation, pilote du F-4 Phantom II pendant la guerre du Viêt Nam. Il devint le premier pilote de toute l'aviation militaire nord-américaine à obtenir le statut d'as lors de la guerre du Viêt Nam en abattant trois MiG-17 en une seule sortie le 10 mai 1972 en compagnie de son navigateur Willie Driscoll, ce qui avec ses deux premières victoires acquises en 1972 porta son score à cinq victoires homologuées.

## Un as de l'aviation

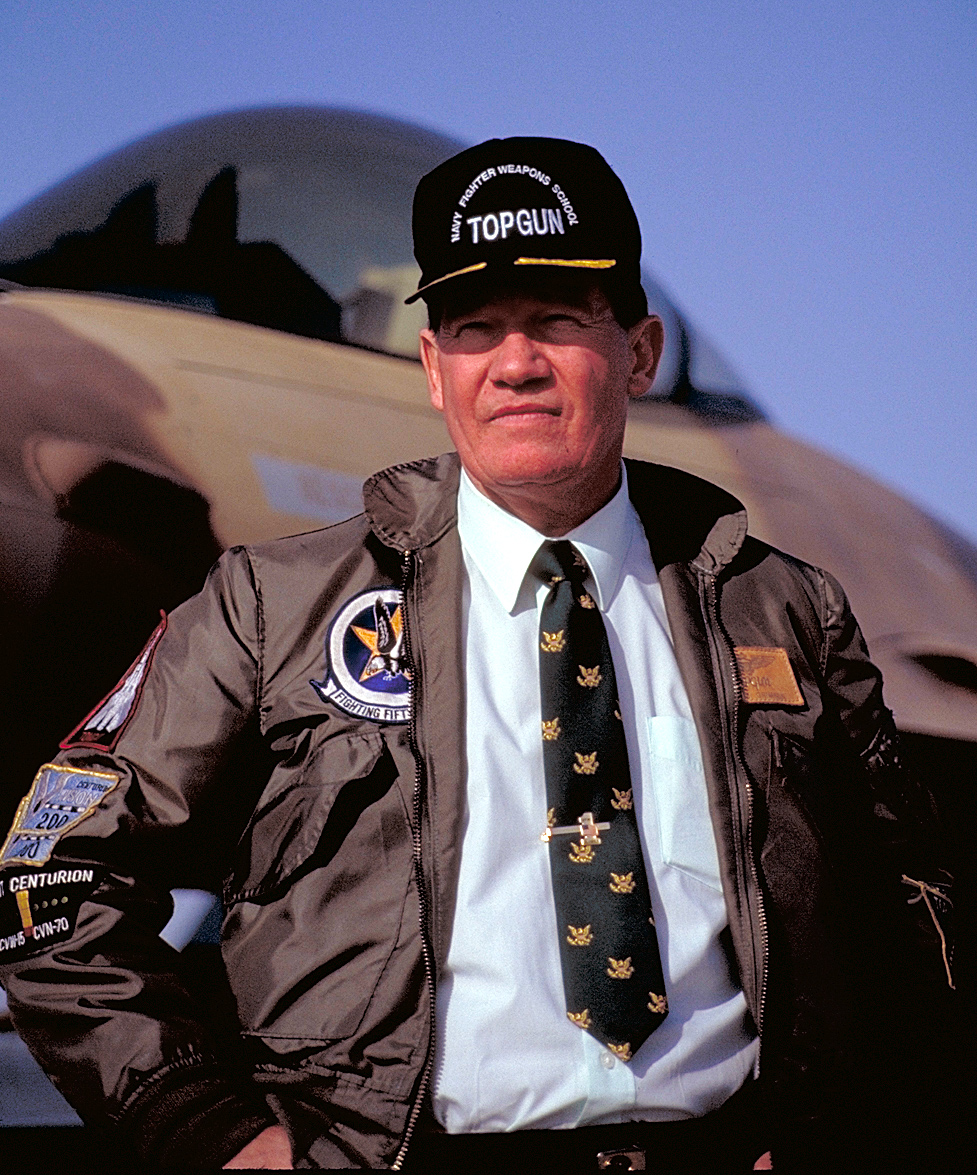
L'instructeur Duke Cunningham, à Topgun, en 1992.

Né d'une famille d'Okies émigrés en Californie à la suite de la Grande Dépression, son père travailla tour à tour comme camionneur de la Union Oil, puis commerçant. Se mariant en 1965, il rejoint la US Navy deux ans plus tard. Après son divorce en 1973, Duke Cunningham rencontra le fils de l'ex-député Clinton D. McKinnon (en), qui le convertit au christianisme: Cunningham devint ainsi born again la même année, et se remaria l'année suivante. 
Pilote du F-4 Phantom II pendant la guerre du Viêt Nam, il devient l'un des premiers diplômés de l'académie TOPGUN, où il sera instructeur. Il obtint de nombreuses médailles de guerre (la Navy Cross, deux Silver Star, quinze Air Medal et le Purple Heart). Son histoire a partiellement inspiré le personnage de Maverick dans le film Top Gun.[réf. souhaitée]
En 1985, il obtint un MBA à la National University (Californie) (en), une école du soir de San Diego. Deux ans plus tard, il prend sa retraite de l'armée avec le rang de commandant.
Lors de la guerre du Golfe, il est invité comme commentateur sur CNN, ce qui le rend d'autant plus célèbre. 

## Un républicain très conservateur
Le parti républicain décide alors de l'approcher de disputer au démocrate Jim Bates (en) le 44e district, terre d'élection des démocrates. Cunningham accepte et, profitant du scandale de harcèlement sexuel touchant son rival, réussit à battre celui-ci de justesse (un point), entrant ainsi à la Chambre des représentants des États-Unis en 1991. Réélu en 1993 après un redécoupage des circonscriptions, puis en 2003, il devient l'un des avocats des tests de détection précoce des cancers de la prostate, après avoir été opéré d'un tel cancer en 1998. 
Il se distingue par ses commentaires homophobes et par une orientation très à droite. En septembre 1996, il attaque le président Bill Clinton, l'accusant de nommer des juges « laxistes » et de n'être pas assez répressif en matière de drogue. Quatre mois plus tard, son fils, Todd, est arrêté pour avoir transporté plus de 180 kg de marijuana du Massachusetts à la Californie. Celui-ci fut condamné à deux ans et demi de prison, les juges ayant pris en compte le fait qu'il avait été testé positif plusieurs fois à la cocaïne.
À la Chambre, il défend le Shark Finning Prohibition Act (en), qui interdit le shark finning, c'est-à-dire la pêche au requin visant à obtenir des ailerons pour les manger. Avec le démocrate John Murtha (en), il est à l'origine de la proposition d'amendement constitutionnel dit amendement contre la désacralisation du drapeau, qui vise à interdire toute atteinte physique au drapeau des États-Unis, et notamment le fait de le brûler. Bien qu'accepté plusieurs fois par la Chambre des représentants, le Sénat s'y est à chaque fois opposé. Enfin, il est à l'origine du Law Enforcement Officers Safety Act (en) promulgué en 2004 par le président George W. Bush, qui autorise tout agent des forces de police américaines, quel que soit son statut précis, à posséder une arme à feu sur le territoire des États-Unis.

## Le scandale Cunningham
En juin 2005, le public apprend que Mitchell Wade (en), propriétaire de MZM, une firme en contrat avec le département de la Défense des États-Unis, avait acheté la maison de Cunningham à Del Mar, une banlieue de San Diego, valant 1 675 000 dollars. Cunningham était alors membre du sous-comité Defense Appropriations à la Chambre, suscitant quelques questions, d'autant plus que peu après que Wade a acheté cette maison, il reçut des dizaines de contrats. Quelques jours plus tard, on apprit que Duke était en possession d'un yacht, propriété de Wade. D'autres PDG furent impliqués dans le scandale, dont Brent R. Wilkes (en), fondateur d'ADCS, Thomas Kontogiannis et son neveu John T. Michael. Le no 3 de la CIA, Kyle Foggo, a aussi été inculpé dans le cadre de ce scandale, qui lui valut plus de 3 ans de prison.
Le 28 novembre 2005, Cunningham plaida coupable devant un tribunal de San Diego de corruption, fraude, évasion fiscale, etc. Confronté aux preuves accumulées contre lui, son avocat, Mark Holscher, déclara plus tard qu'il n'avait d'autre choix que de plaider coupable : ne pas le faire aurait pu lui coûter la prison à perpétuité. Le 6 décembre 2005, il démissionna officiellement. Condamné en mars 2006 à 8 ans et 4 mois de prison, qu'il purge au centre pénitentiaire de Tucson (Arizona), il continue toutefois à percevoir sa retraite de la US Navy et du Congrès. Le juge Larry A. Burns, qui prononça la sentence, mit en avant son âge (64 ans), son statut de vétéran du Viêt Nam, et son état de santé, pour expliquer pourquoi il n'a pas écopé des dix ans prévus. Cette peine demeure la plus longue prononcée à l'égard d'un ancien membre du Congrès. Le 4 juin 2013, il termine sa peine de prison ; il vit actuellement en Arkansas. 
Le 20 janvier 2021, il bénéficie du pardon présidentiel octroyé par Donald Trump.